# Questions pour un super champion
Questions pour un super champion est un jeu télévisé français diffusé sur France 3 et présenté par Julien Lepers de sa création, le 10 septembre 2006 jusqu'au 20 février 2016 et par Samuel Étienne du 27 février 2016 au 24 août 2024. Sur un rythme hebdomadaire, cette spéciale met en compétition les meilleurs candidats de la quotidienne Questions pour un champion. À la rentrée de septembre 2024, France Télévisions annonce l'arrêt du rendez-vous. Provisoirement, l'émission "Questions pour un Champion" la remplace quotidiennement puis est programmée uniquement le week-end.

## Diffusion
L'émission est diffusée sur France 3 à partir de 17 h 55, le dimanche du 10 septembre 2006 au 22 février 2015, puis le samedi depuis le 7 mars 2015.

## Déroulement
Mettant tout d'abord aux prises, selon le déroulement habituel de l'émission quotidienne Questions pour un champion, quatre personnes ayant remporté au moins une victoire à Questions pour un champion, le vainqueur de cette première phase affronte ensuite en 21 points le « super champion » de la semaine précédente.
Lors des 9 points gagnants, 4 à la suite, Face à face, le super champion se trouve dans une loge du plateau et Julien Lepers (jusqu'au 20 février 2016) peut lui demander via un écran géant s'il avait la réponse à une question à laquelle les candidats n'avaient pas pu répondre.
Depuis le 27 février 2016, le super champion est assis dans le public pour toute l'émission.
Celui qui gagne successivement cinq émissions emporte une cagnotte de 50 000 €. À ce jour[Quand ?], 58 candidats (dont 11 femmes) ont remporté cette somme, soit un total de 3 400 000 €[réf. souhaitée]. Dès lors, il peut soit choisir de repartir avec les 50 000 € accumulés jusqu'ici, soit retenter 5 victoires mais cette fois-ci avec 100 000 € à la clé. Cette somme s'ajoutera aux 50 000 € qui ne seront pas perdus même si le candidat perd.
Julien Lepers (jusqu'au 20 février 2016) commence la finale en rappelant le principe du jeu, et termine ainsi : « Voilà l'enjeu, voici le jeu » .
Le 26 août 2023, Samuel Étienne annonce un changement des règles de l'émission : si l'échelle des gains reste la même, le super champion devra désormais se confronter à toutes les manches, le face à face à 15 points disparait alors. De plus, pendant le 9 points gagnants, dès qu'un candidat se qualifiera, le score des autres retombera à zéro. Pour remporter une première cagnotte, un candidat doit donc éliminer non plus 8, mais 15 adversaires.

## Historique
Le jeu a été présenté par Julien Lepers jusqu'au 20 février 2016.
Lors de l'émission du 13 juillet 2014, Sylvie Chalon remporte les 100 000 € au bout de 10 victoires. Julien Lepers lui propose de continuer le jeu pour 5 victoires supplémentaires et de repartir ainsi avec 150 000 €, ce qu'elle accepte. Elle perdra finalement le 3 août 2014, ayant obtenu un total de 13 victoires. C'est la première fois en 25 ans d'émissions qu'un candidat va plus loin que les 5 victoires habituelles.
À partir du 28 février 2015, le programme est diffusé le samedi à la même heure et remplacé le dimanche par le jeu Le Grand Slam, animé par Cyril Féraud.
Au cours de l'émission du 4 avril 2015, Christophe Spalony devient le deuxième candidat à remporter les 100 000 € après 10 victoires. Par la suite, il accepte de poursuivre le jeu et de tenter de remporter la cagnotte de 150 000 €. Le 9 mai 2015, il remporte une 14e victoire et établit ainsi un nouveau record de victoires. La semaine suivante, à l'occasion de l'émission du 16 mai 2015, il décroche une 15e et ultime victoire, et empoche par conséquent la somme de 150 000 €, ce qui fait de lui le plus grand gagnant de l'histoire du jeu.
Le 29 juillet 2017, pour la première fois de l'histoire de l'émission, un candidat nommé Yann bat son adversaire Antoine 22 à 0 en finale, et remporte ainsi sa septième victoire. Il se fera par la suite détrôner après 8 victoires le samedi 12 août 2017, affichant ainsi la troisième plus grande longévité de ce jeu. La même situation s'est reproduite le 11 janvier 2020, où un candidat nommé Nicolas battait son adversaire Francesco 23 à 0, le 20 mars 2021, où un candidat nommé Marc bat son adversaire Claude 22 à 0, puis à nouveau, le 21 janvier 2023, où un candidat nommé Michel battait son adversaire Christian 22 à 0. Le 25 février 2023, un candidat prénommé Mathieu s'impose 21 à 0 contre son adversaire Pascal.
Le 2 juin 2018, pour la première fois de l'histoire de l'émission, un candidat nommé François perd alors qu'il allait remporter sa 10e victoire face à Pascal (20-23), il part avec 50 000 €. Le même cas de figure se présente le 4 février 2023 lorsque Michel est battu par Mathieu (21-17) lors de son 10e face-à-face.
Le 2 février 2019, en remportant sa 10e victoire, Hakim Tanougast devient le troisième candidat à remporter la cagnotte de 100 000 €. Le 9 mars 2019, il devient le second candidat à remporter 15 victoires consécutives et la cagnotte de 150 000 €.
Le 20 avril 2019, pour la première fois dans l'émission, 3 candidats réussissent un 4 à la suite. C'est le premier triplé à être réalisé dans une édition spéciale de Questions pour un super champion et le troisième triplé à être réalisé (toutes émissions confondues). Ce « triple 4 » se produit de nouveau le samedi 23 janvier 2021.
Le 29 mai 2021, Hervé Bodeau devient le cinquième candidat à remporter la cagnotte de 100 000 €. Le 3 juillet 2021, il devient le troisième candidat à remporter la cagnotte maximale de 150 000 € à l'issue de 15 victoires.
À la rentrée de septembre 2024, France Télévisions annonce l'arrêt du format "Questions pour un super champion" pour laisser place uniquement à la quotidienne "Questions pour un Champion" provisoirement diffusée 7 jours sur 7 puis programmée le week-end à partir de septembre 2025 sur décision de France Télévisions, justifiant cette décision par des résultats d'audience en baisse, tandis que la concurrence juge le format vieillissant.